# MIM-23 Hawk

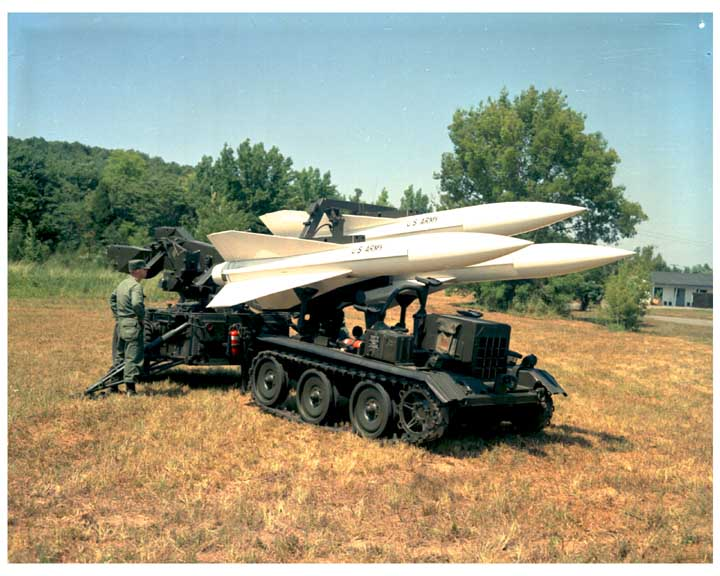
S'està recarregant un sistema Hawk

El MIM-23 Hawk és un sistema de míssils terra-aire d'abast mitjà fabricat per Raytheon per a l'exèrcit dels Estats Units. Va ser dissenyat inicialment per destruir avions, i posteriorment es va adaptar per destruir també míssils en vol. Sistemes soviètics similars són: S-125 Neva/Pechora i 2K12 Kub .

## Història

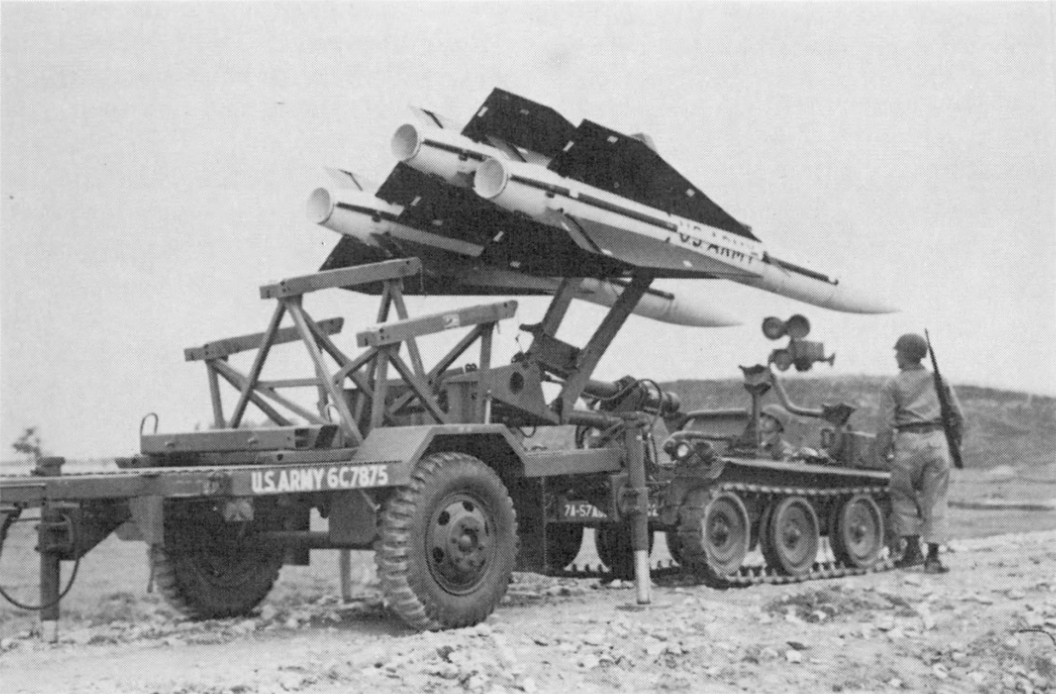
Míssils sent carregats a la llançadora.

El treball en un nou sistema de míssils antiaeris va començar l'any 1952. Durant els primers dos anys es va estudiar la possibilitat de crear un sistema de defensa aèria amb un sistema de guia de radar semiactiu. En aquesta etapa el programa va rebre el seu nom, Hawk (Homing All the Way Killer – Interceptor controlat durant tot el vol).
El Hawk va entrar en servei l'any 1960, i un extens programa d'actualització va evitar que quedés obsolet. Va ser suplantat pel MIM-104 Patriot a l'exèrcit dels Estats Units el 1994, deixant el servei el 2002, sent substituït pel extremadament portàtil FIM-92 Stinger . També es va produir a Europa, Japó i Iran.
Encara que els Estats Units mai van emprar el Falcó en combat, va ser utilitzat moltes vegades per altres nacions. Es van produir aproximadament 40.000 míssils d'aquest tipus. Jane's Information Group va publicar informes que la probabilitat de mort per disparar el sistema original era de 0,56; El sistema I-Wawk va millorar aquesta taxa fins a 0,85.
Els míssils del sistema Hawk utilitzaven un motor de doble empenta, és a dir, amb una fase d'empenta inicial i una segona fase de sosteniment. El MIM-23A va utilitzar el motor M22E8 que va cremar entre 25 i 32 segons. El MIM-23B i posteriorment va utilitzar el motor M112, amb una fase d'impuls de 5 segons i una fase de sosteniment d'uns 21 segons, ambdues més potents que les del seu predecessor.